# Joel J. Richard
Joel J. Richard (Connecticut, 13 aprile 1976) è un compositore statunitense.
Ha composto musiche per film e serie televisive, tra cui: John Wick, John Wick - Capitolo 2, John Wick 3 - Parabellum, John Wick 4 insieme a Tyler Bates e la serie televisiva Quantico.

## Filmografia parziale

### Cinema
- Compound Fracture, regia di Anthony J. Rickert-Epstein (2013)
- John Wick, regia di Chad Stahelski (2014)
- John Wick - Capitolo 2 (John Wick: Chapter 2), regia di Chad Stahelski (2017)
- Billionaire Boys Club, regia di James Cox (2018)
- John Wick 3 - Parabellum (John Wick: Chapter 3 - Parabellum), regia di Chad Stahelski (2019)
- John Wick 4 (John Wick: Chapter 4), regia di Chad Stahelski (2023)

### Televisione
- Fallen - Angeli caduti (Fallen) - miniserie TV (2006)
- Andromeda (The Andromeda Strain) - miniserie TV (2008)
- Ravenswood - serie TV (2013-2014)
- Quantico - serie TV (2015-2016)
- Into the Dark - serie TV, 1 episodio (2019)

## Premi
- BMI Film & TV Award
  - vinto nel 2016 per Quantico.[2]
  - vinto nel 2017 per John Wick - Capitolo 2, in collaborazione con Tyler Bates.[3]
  - vinto nel 2020 per John Wick 3 - Parabellum, in collaborazione con Tyler Bates.[4]